# Leandro Cufré
Leandro Damián Cufré (La Plata, Argentina, 9. svibnja 1978.) argentinski je bivši nogometaš. Također od 2000. do 2006. godine je nastupao za argentinsku nogometnu reprezentaciju.

## Karijera
Karijeru je započeo u Gimnasiji iz La Plate, tamo je u 133 nastupa upisao 4 pogodaka.

### AS Roma
2002. godine je za 5 milijuna € doveden u talijanski prvoligaš Romu. 2005. godine proglašen je najboljim obrambenim igračem u Italiji.
Tijekom 2003. i 2004. bio je na posudbi u Sieni gdje je upisao 31 nastupa. Za Romu je upisao 124 nastupa i zabio 7 pogodaka.

### AS Monaco
2006. godine Cufré se priključio francuskom prvoligašu Monacu za 3 milijuna €. Tamo je u 61 nastup upisao i 3 pogodaka za momčad iz Monaca. Tamo je bio i dokapetan momčadi.

### Hertha BSC
29. siječnja, 2009. godine priključio se njemačkom bundesligašu Herthi kao posuđeni igrač. Tamo u 30 nastupa nije zabio niti jedan pogodak te je prodan u svoj prvi klub Gimnasiju iz La Plate.
Tamo se nije snašao te je raskinuo ugovor s argentinskom momčadi.

### Dinamo Zagreb
Zagrebački klub Dinamo Zagreb u nekoliko navrata pokušao ga je dovesti u svoje redove. Prvi puta je oko transfera zapelo zbog lošeg stadiona, drugi puta jer Leandro nije htio napustiti momčad s kojom ima ugovor, a treći puta su se Dinamo i Leandro dogovorili te će Cufre doći na potpisivanje ugovora s kojim bi trebao po sezoni zarađivati 1 milijun €.

### Club Atlas de Guadalajara
Nakon odlaska iz Dinama, Cufre potpisuje za Club Atlas de Guadalajara iz Meksika.

## Reprezentacija
2006. godine na svjetskom prvenstvu u njemačkoj je u osmini finala protiv Njemačke dobio crveni karton, te je naposljetku Argentina izgubila na penale 4:2.

## Vanjske poveznice
- Career statistics  Arhivirana inačica izvorne stranice od 3. siječnja 2013. (Wayback Machine) at Irish Times
- Profile at official FIFA World Cup site  Arhivirana inačica izvorne stranice od 20. veljače 2007. (Wayback Machine)
- Profile at Yahoo! Sport UK